# アフリカのサッカー選手一覧
アフリカのサッカー選手一覧は、アフリカサッカー連盟加盟国の国籍を持つサッカー選手一覧である

## 北アフリカ

### アルジェリア
- ブライム・アムダニ
- ナシム・アクルール
- ユーフス・アッタール
- イスラム・スリマニ
- リヤド・マフレズ

### エジプト
- ホッサム・ガリ
- アーメド・ホッサム(ミド)
- モハメド・サラー
- モハメド・ジダン
- モハメド・アブデルワハブ
- エルサムニー・オサマ
- エルサムニー・アリー
- モハメド・アブトレイカ
- オサーマ・ホスニー
- エマード・メテブ
- モハメド・シャウキ
- ハッサン・モスタファ
- ホサーム・アシュウル
- ワエル・リアド
- モハメド・セディク
- アブダラ・ガラル
- アハマド・セディク
- シャディ・モハメド
- ワーイル・ゴマア
- アハマド・エッ＝サイード
- エマド・エル・ナハス
- タレク・サイド
- イスラーム・エッ＝シャーテル
- ナデル・エル・サイド
- アミル・アブデルハミド
- アハマド・ハサン
- ガマール・ハムザ
- アムル・ザキ
- ラボ・ホスニ
- ラーミー・ラビーア
- サーレハ・ゴマア
- オマル・ガーベル

### リビア
- アル・サーディ・カダフィ

### モロッコ
- ムスタファ・ハッジ
- ヌールディン・ナイベト
- イスマイル・アイサティ
- アブデルジャリル・ハッダ
- カリム・エル・アフマディ
- ムニル・エル・ハムダウィ
- ナビル・エル・ザール
- ミカエル・クレティアン
- バドゥ・ザキ
- アジャム・ブジャラリ・モハメッド
- マルアーヌ・シャマフ
- モンセフ・ゼルカ
- アデル・ターラブト
- モハメド・ティムミ
- ユースフ・ハッジ
- ナビル・バハ
- ムバラク・ブスファ
- メディ・ベナティア
- アディル・エルマシュ
- ラルビ・ベンバレク
- ハキム・ツィエク

### スーダン
- ジェームス・モガ

### チュニジア
- アリ・ブムニジェル
- カリム・エセディリ
- カリム・ハグイ
- アラディン・ヤヒア
- ジアド・ジャジリ
- ハテム・トラベルシ
- ハイケル・ゲマムディア
- メディ・ナフティ
- ヤシン・シハウィ
- カイス・ゴドバン
- ジャワール・ムナリ
- リアド・ブアジジ
- アデル・シャドリ
- ラディ・ジャイディ
- アデル・ネフジ
- ダヴィド・ジェマリ
- アニス・アヤリ
- アメド・ナムシ
- カリム・サイディ
- ハムディ・カスラウィ
- ソフィアン・メリティ
- ジアード・トレムカニ
- アリ・ブムニジェル
- メジディ・トラウイ
- アニス・ブサイディ
- フランシレウド・サントス
- アミン・シェルミティ
- ハテム・トラベルシ
- カリム・ハグイ
- セリム・ベナシュール
- シャウキ・ベン・サーダ
- ヤシン・ミカリ

## 西アフリカ

### ガーナ
- サミー・アジェイ
- スティーヴン・アッピアー
- フレディー・アドゥー
- マイケル・エッシェン
- ダニエル・エドゥセイ
- サミュエル・クフォー
- エマヌエル・パッポエ
- ヤウ・プレコ
- ジョン・ペイントシル
- サリー・ムンタリ
- アブバカリ・ヤクブ
- ニイ・ランプティ
- ジョン・メンサー
- オブス・ベンソン
- アベディ・ペレ
- ジョン・ペイントシル
- アーメド・アピマー・バルッソ
- アブドゥル・ナザ・アルハサン
- ハミヌ・ドラマニ
- プリンス・タゴエ
- キム・グラント
- リチャード・キングソン
- オセイ・ギャン・キング
- アサモア・ギャン
- クインシー・オウス＝アベイエ
- ダニエル・オウス
- アンソニー・イエボア
- エリック・アッド
- サミー・アジェイ
- クワドォー・アサモア
- アンドレ・アイェウ

### カーボベルデ
- オセアノ・ダ・クルス
- ネルソン・マルコス
- サンドロ・メンデス

### ガンビア
- モモドゥ・セーサイ

### ギニア
- ケヴィン・コンスタン
- カミル・ザヤット
- ボボ・バルデ
- イスマエル・バングラ
- ナビ・ケイタ

### ギニアビサウ
- ヤニック・ジャロ
- ジョゼ・ルイス・メンデス・ロペス

### コートジボワール

#### シエラレオネ
- モハメド・カロン

### セネガル
- フェルディナン・コリ
- トニー・シルバ
- エル＝ハッジ・ディウフ
- ハリル・ファディガ
- アンリ・カマラ
- ディオマンシ・カマラ
- ラミーヌ・サコー
- ムスタファ・バヤル・サール
- イシアル・ディア
- パパ・ブバ・ディオプ
- ママドゥ・ニアン
- デンバ・バ
- パパ・ワイゴ
- パプ・ムッサ・ディアカテ
- アムディ・ファイェ
- ハビブ・ベイェ
- サディオ・マネ
- サリフ・サネ
- ケイタ・バルデ
- ムサ・ソウ

### トーゴ
- シェイ・エマヌエル・アデバヨール
- ウロ・チャンギル
- エリック・アコト
- アレクシス・ロマオ
- アブデル・クバジャ
- リュドビク・アセモアッサ
- アツォー・フランク
- エラッサ・アッフォ
- ヤオ・セナヤ・ジュニオール
- コシ・アガサ
- アデカンミ・オルフェド
- リシュモン・フォルソン
- ロベール・マルム
- シェリフ・トゥーレ
- トーマス・ドセヴィ
- ムスタファ・サリフ
- クアミ・アグボー
- ヤオ・アジアウォヌ
- マサマッソ・チャンゲ
- ジャン・ポール・アバロ
- ダレ・ニボンベ
- アシミウ・トゥーレ
- コドジョビ・オビラレ
- アレクシス・ロマオ
- フロイド・アイテ

### ニジェール
- ウウォ・ムサ・マーズ

### ブルキナファソ
- デュド・ミヌング
- シャルル・カボレ
- マック

### ベナン
- ステファン・セセニョン
- ユスフ・カンポス

### マリ
- サリフ・ケイタ
- モハメド・シッソコ
- マアマドゥ・ディアッラ
- ジミ・トラオレ
- フレデリック・カヌーテ
- セドリック・カンテ
- セイドゥ・ケイタ
- スレイマン・ディアムテーヌ
- サミー・トラオレ

### リベリア
- ジョージ・ウェア

### モーリタニア
- ドミニク・ダ・シルヴァ

## 中部アフリカ

### アンゴラ
- ジョアン・リカルド
- マルコ・アイローザ
- ヤンバ
- レボレボ
- カリ
- ミロイ
- フィゲイレド
- アンドレ・マカンガ
- ペドロ・マントラス
- アクワ
- マテウス
- ラマ
- エドソン
- メンドンサ
- ルイ・マルケス
- フラビオ・アマド
- ゼカランガ
- ロベ
- アンドレ・ティティ・ブエンゴ
- ロコ
- マルコ・アブレウ
- マヌーショ

### ガボン
- ウィリー・オーバメヤン
- ピエール＝エメリク・オーバメヤン
- ダニエル・クザン

### コンゴ共和国
- クリストファー・サンバ

### コンゴ民主共和国（ザイールを含む）
- エリタ・イルンガ
- ガブリエル・ザクアニ
- モハメド・チテ
- シャバニ・ノンダ
- ユースフ・ムルンブ
- ロマノ・ルア＝ルア
- ムテバ・キディアバ

### サントメ・プリンシペ
- Ronaldinho Gomes（英語版）
- Harramiz Soares（英語版）

### 赤道ギニア
- ハビエル・バルボア
- ロドルフォ・ボディポ

### チャド
- ヤフェット・エンドラム
- アブドゥラー・オマル

### 中央アフリカ共和国
- Franklin Clovis Anzité（英語版）
- Josué Balamandji（英語版）

### ブルンジ
- モハメド・チテ
- サイド・ベラヒーノ

### ルワンダ
- Lewis Aniweta（英語版）
- Emery Bayisenge（英語版）

## 東アフリカ

### ウガンダ
- イブラヒム・セカギャ

### エチオピア
- Yordanos Abay（英語版）
- Abebaw Butako（英語版）

### エリトリア
- Jemal Abdu（英語版）
- Abel Aferworki（英語版）

### ケニア
- アラン・ワンガ
- マイケル・オルンガ
- マクドナルド・マリガ

### ジブチ
- Ismail Ahmed Kadar Hassan（英語版）
- Ahmed Daher（英語版）

### セーシェル
- Godfrey Denis Armel（英語版）
- Denis Barbe（英語版）

### ソマリア
- アユブ・ダウド

### タンザニア
- Nurdin Bakari（英語版）
- Raphael Bocco（英語版）

### 南スーダン
- ジェームス・モガ

## 南部アフリカ

### アンゴラ
- ジョゼ・アグアス
- フラヴィオ・アマド

### ザンビア
- カルシャ・ブワルヤ

### ジンバブエ
- ブルース・グロベラー
- ベンジャニ・ムワルワリ

### エスワティニ
- Felix Badenhorst（英語版）
- Mfana Futhi Bhembe（英語版）

### ナミビア
- コリン・ベンジャミン

### ボツワナ
- ジプシー・セロルワネ

### マダガスカル
- ポーラン・ヴォアヴィー
- ディミトリ・カルロス・ゾジマル

### マラウイ
- Chikondi Banda（英語版）
- Christopher John Banda（英語版）

### 南アフリカ共和国
- クイントン・フォーチュン
- ベニー・マッカーシー
- スティーブン・ピーナール
- テベホ・モコエナ
- アーロン・モコエナ
- ジョージ・クマンタラキス
- シヤボンガ・ノムヴェテ
- ピエール・イッサ
- ブラッドリー・カーネル
- シブシソ・ズマ
- ヤブ・ブレ
- マクドナルド・ムカンシ
- マクベス・シバヤ
- タボ・ムンゴメニ
- ベルナルド・ムングニ
- デルロン・バックリー
- サバング・モレフェ
- カルヴィン・マルリン
- アンドレ・アレンゼ
- ナシーフ・モリス

### モーリシャス
- モハマド・アンワル・エラヒー

### モザンビーク
- アルマンド・サ

### レソト
- Sunny Jane（英語版）
- Sam Ketsekile（英語版）

### コモロ
- Kassim Abdallah（英語版）
- Nadjim Abdou（英語版）